# Impasse de la Hache
L'impasse de la Hache (en occitan : carlòt de la Pigassa) est une voie de Toulouse, chef-lieu de la région Occitanie, dans le Midi de la France.

## Situation et accès

### Description
L'impasse de la Hache est une voie publique. Elle se trouve au sud du quartier des Carmes, dans le secteur  1 - Centre. Très étroite, large de seulement 3 mètres, elle naît perpendiculairement à la rue de la Hache. Après 45 mètres, elle oblique à droite et se termine en s'élargissant, formant une petite place de 7 mètres de large et 25 mètres de long.
La chaussée ne compte qu'une seule voie de circulation automobile à double-sens. Elle est définie comme une zone de rencontre et la vitesse y est limitée à 20 km/h. Il n'existe pas de bande, ni de piste cyclable.

### Voie rencontrée
L'impasse de la Hache rencontre la voie suivante :
1. Rue de la Hache

### Transports
L'impasse de la Hache n'est pas directement desservie par les transports en commun Tisséo. La navette Ville passe cependant à proximité immédiate, dans la rue de la Fonderie. De plus, la rue du Languedoc est parcourue par la ligne du Linéo L4. Plus loin, sur la place Auguste-Lafourcade, se trouve la station Palais-de-Justice de la ligne de métro , et, le long des allées Paul-Feuga, la station du même nom des lignes de tramway  .

## Odonymie
L'origine du nom de l'impasse de la Hache, relativement tardive, puisqu'elle n'apparaît qu'au XVIIIe siècle, est encore mal déterminée.
Au Moyen Âge, au moins au milieu du XVe siècle, l'impasse porta le nom de rue Guilhem-Érys, puis de la Tour-de-Vézian, à cause d'une tour de l'ancienne enceinte romaine qui se trouvait au fond du cul-de-sac et avait appartenu à un certain Guilhem Érys, avant d'être rachetée vers 1478 par Jean Vézian, membre d'une importante famille de capitouls des XVe et XVIe siècles, originaire de Montauban. En 1550, la tour passe au capitoul Jacques Alary, seigneur de Thanus, et la rue prend son nom. Bernard Maigne, qui rachète en 1605 tous les anciens immeubles des Vézian et de Thanus, donne son nom à la rue à partir du XVIIe siècle. Le nom de rue de la Hache n'apparaît qu'au milieu du XVIIIe siècle.

## Histoire

### Moyen Âge et période moderne
Au Moyen Âge, la rue de la Hache dépend du capitoulat de la Dalbade. Entre le XVe siècle et le XVIIIe siècle, la rue porte le nom des différents riches propriétaires qui se succèdent et possèdent la tour dite de Thanus, ancienne tour romaine construite au Ier siècle. On connaît un certain Guilhem Erys, au milieu du XVe siècle, avant Jean Vézian, originaire de Montauban, rachète sa maison en 1478. La famille Vézian, installée à Toulouse, acquiert les maisons voisines, en particulier celles qui donnent sur la rue des Renforts (actuels no 1 à 7). La famille donne à la ville plusieurs capitouls, mais les descendants de Jean ne conservent pas sa maison : celle-ci est vendue, en 1550, au capitoul Jacques Alary, seigneur de Tanus. Bernard Maigne rachète en 1605 tous les anciens immeubles des Vézian et de Tanus : en 1632, il ferme l'impasse par deux portes, dont les gonds étaient encore visibles au début du XXe siècle, mais les capitouls l'obligent à rouvrir l'impasse à la circulation.